# William Fisher (homme politique canadien)
Pour les articles homonymes, voir William Fisher et Fisher.
William Fisher (10 mars 1811-4 mai 1891) est un homme politique canadien de la Colombie-Britannique. Il est député provincial de la indépendant de la circonscription britanno-colombienne de Esquimalt de 1875 à 1878.

## Biographie
Né dans le Cumberland en Angleterre, Fisher étudie en Angleterre. Il entre ensuite dans l'entreprise de son père en 1832en et dans laquelle il contribue aux développements des activités de commerce avec l'Afrique, l'Inde, l'Amérique du Sud et le Bas-Canada.
Élu au conseil municipal de la ville de Liverpool en 1848. Fisher s'établit en Colombie-Britannique en 1860 et s'établit autour d'Esquimalt en 1863. Il sert également conseiller scolaire d'Esquimalt.
Défait lors des premières élections provinciale britanno-colombienne en 1871, il est élu en 1875. Il est à nouveau défait en 1878.
Sa fille, Elizabeth, marie Charles Edward Pooley qui est également député d'Esquimalt de 1882 à 1907.
Fisher meurt à Victoria en 1891.